# Johan Bruyneel
Johan Bruyneel (Izegem, 23 agosto 1964) è un ex ciclista su strada e dirigente sportivo belga.

## Carriera
Buon corridore tra gli anni ottanta e novanta, corse tra i professionisti dal 1987 al 1998, gareggiando per importanti squadre come Lotto, Rabobank e soprattutto ONCE. Particolarmente nota, tra gli appassionati italiani, è la vittoria alla Coppa Placci del 1992. Nel finale di gara viene staccato da Claudio Chiappucci e Davide Cassani ma i due, in vista dell'arrivo, si controllano riducendo visibilmente la velocità. Bruyneel riesce così a riportarsi su di loro a circa 500 metri dal traguardo, superandoli di slancio ed andando a vincere.
Al Tour de France 1995 vince la tappa, con finale nervoso, di Liegi. Dopo essere andato in fuga viene raggiunto nel finale da Miguel Indurain. Il belga non collabora con lo spagnolo, mettendosi alla sua ruota fino al traguardo per poi superarlo in volata. Grazie al successo veste anche la maglia gialla, seppure per un solo giorno. Durante la tappa seguente, una cronometro individuale vinta proprio da Indurain, non riesce infatti a confermare la leadership.
Disputa il miglior grande giro della carriera nel 1995, alla Vuelta a España. Nonostante corra in appoggio del compagno di squadra Laurent Jalabert, poi vincitore della corsa, riesce a tenere il ritmo dei migliori su tutte le salite e a Madrid va a occupare il terzo gradino del podio a 6'48" dal francese.
Conclusa l'attività agonistica, nel 1999 assunse il ruolo di direttore sportivo nella squadra americana US Postal Service (rinominata Discovery Channel nel 2005). A indurlo a intraprendere tale carriera fu Lance Armstrong, che un anno prima aveva ripreso le attività dopo aver sconfitto il cancro; sotto la direzione di Bruyneel, il corridore statunitense conquistò sette Tour de France (che gli vennero poi revocati per doping nel 2012).
Dopo lo scioglimento della Discovery Channel, Bruyneel passa alla squadra kazaka Astana, ove trova Alberto Contador (che sotto la sua gestione in due anni vince un Tour de France, un Giro d'Italia ed una Vuelta a España) e poi nuovamente Lance Armstrong. Bruyneel ha inoltre avuto alle proprie dipendenze vari altri campioni, quali George Hincapie, Roberto Heras, Paolo Savoldelli, Andreas Klöden, Tyler Hamilton, Floyd Landis e Levi Leipheimer.
Nell'aprile 2014, a seguito del "caso Armstrong", in cui l'USADA prova che nelle formazioni da lui dirette il doping di squadra era pratica costante, Bruyneel viene squalificato dall'attività sportiva per dieci anni, fino all'11 giugno 2022, pena trasformata in squalifica a vita dalla WADA nel 2018.

## Palmarès
- 1989 (SEB, due vittorie)

2ª tappa Tour de Suisse (Berna > Losanna)
10ª tappa Tour de Suisse (Zermatt > Brügg)
- 1990 (Lotto, una vittoria)

Classifica generale Tour de la Communauté Européenne
- 1991 (Lotto, due vittorie)

5ª tappa, 2ª semitappa Vuelta al País Vasco (Elorrio > Elgeta)
Rund um den Henninger-Turm
- 1992 (O.N.C.E., tre vittorie)

Grand Prix des Nations
Coppa Placci
12ª tappa Vuelta a España (Pamplona > Burgos)
- 1993 (O.N.C.E., due vittorie)

4ªtappa Settimana Catalana (Lloret de Mar > Palau-solità i Plegamans)
7ª tappa Tour de France (Évreux > Amiens)
- 1995 (O.N.C.E., una vittoria)

6ª tappa Tour de France (Charleroi > Liegi)
- 1996 (Rabobank, una vittoria)

3ª tappa Hofbrau Cup (Ludwigsburg > Ludwigsburg)
- 1997 (Rabobank, una vittoria)

Flèche de Namur

### Altri successi
- 1988

Criterium di Izegem
- 1989

Circuit de Neil
Criterium di Wavre
Criterium di Berlare
- 1990

Criterium di Herselt
- 1995

Criterium di Alst
- 1996

Criterium di Nacht van Peer

## Piazzamenti

### Grandi Giri
- Tour de France

1990: 17º
1991: 35º
1993: 7º
1995: 31º
1996: ritirato (10ª tappa)
1998: ritirato (10ª tappa)
- Vuelta a España

1992: 15º
1993: 9º
1995: 3º